# Аоки, Чак
Чак Аоки (англ. Chuck Aoki; род. 7 марта 1991, Миннеаполис, Миннесота) ― американский паралимпийский игрок в регби на колясках и бывший баскетболист на инвалидных колясках, который в настоящее время играет за национальную сборную США по регби на колясках. Первоначально он продолжал свою карьеру в баскетболе на колясках, прежде чем навсегда переключиться на регби на колясках. Играл за сборную США на Паралимпийских играх в 2012, 2016 и 2020 годах. В настоящее время он считается одним из лучших игроков мира с рейтингом 3.0. Чемпион мира 2010 года.

## Биография
Родился 7 марта 1991 года в городе Миннеаполис, США.
Вскоре после рождения у Аоки была диагностирована наследственная сенсорная вегетативная нейропатия. Он родился с редким генетическим заболеванием, которое подавляло чувствительность в руках и ногах. Несмотря на состояние здоровья, его поведение было похоже на поведение обычных детей, играл в бейсбол со своими друзьями до шести лет. Его мать однажды обнаружила, что его колено начало опухать, выяснилось, что он сломал бедренную кость. Он продолжал нормально ходить, как и другие дети, но врач посоветовал ему пользоваться инвалидной коляской с 12 лет, так как его состояние ухудшилось.
Родители назвали его Чарльзом, когда он родился. Однако позже его имя было изменено на Чак, поскольку он ошибочно произнес своё имя как Чак, когда его попросил его врач назвать его имя. Это случилось, когда ему было всего шесть лет. Семья и друзья всегда называли его Чаком вместо того, чтобы называть его настоящее имя Чарльз.
Семья его отца родом из Японии. Его прадедушка и прадедушка прожили в Японии большую часть своей жизни до иммиграции в США в начале 1900-х годов. Его бабушка и дедушка, прабабушка и дедушка были заключены в тюрьму и помещены в лагерь для интернированных в США в разгар Второй мировой войны. Его дед записался в армию США после освобождения членов его семьи, которые были заключены в лагеря.
Получил степень магистра государственной политики в Миннесотском университете. Позже получил докторскую степень в области международных отношений.

## Спортивная карьера
Начал играть в баскетбол на колясках в возрасте шести лет и занимался этим видом спорта около одиннадцати лет. Позже он переключился на регби на инвалидных колясках в возрасте 15 лет, когда учился в Высшей школе Юго-Западной средней школы Миннеаполиса. Он был вдохновлён американским документальным фильмом 2005 года «Убийственная игра», который был основан на путешествии американских регбистов-колясочников в преддверии Летних Паралимпийских игр 2004 года. Аоки решил продолжить свою карьеру в регби на колясках после просмотра документального фильма.
Дебютировал на международном уровне по регби на колясках в 2009 году и с тех пор стал видным членом национальной сборной США по регби на колясках. Он завоевал золотую медаль в составе национальной сборной на зональном чемпионате Америки 2009 года. В составе сборной США одержал победу на чемпионате мира по регби на колясках 2010 года. Ассоциация регби США на квадроциклах назвала его национальным спортсменом года в 2011 году.
Впервые участвовал на Летних Паралимпийских играх 2012 года в Лондоне и завоевал бронзовую медаль в соревнованиях по регби среди мужчин на колясках. Был ключевым игроком сборной США, выигравшей турнир по регби на инвалидных колясках в 2013 году.
Был признан лучшим игроком класса 3.0 во время чемпионата мира по регби на колясках 2014 года, где действующие чемпионы США завоевали бронзовую медаль.
Аоки был ключевым игроком команды США, которая едва не выиграла золотую медаль в матче за золотую медаль среди мужчин на инвалидных колясках на Летних Паралимпийских играх 2016 года. Австралия выиграла финал со счетом 59-58 в тяжёлом напряжённом матче, а США довольствовались серебряной медалью.
Возглавлял национальную команду по инвалидным коляскам на чемпионате мира по регби на инвалидных колясках 2018 года, где США завоевали бронзовую медаль. Он выиграл золотую медаль со сборной США в турнире среди мужчин на инвалидных колясках Парапанамериканских игр 2019 года.
Чак Аоки был одним из двух знаменосцев вместе с Мелиссой Стокуэлл на церемонии открытия летних Паралимпийских игр 2020 в Токио. Перед этой Паралимпиадой перенёс шесть операций по поводу серьёзной инфекции ноги в феврале 2021 года.
Здесь Чак Аоки в составе сборной США вновь выиграл серебряную медаль.